# Медвежа Кара
Медвежа Кара (рос. Медвежья Кара) — присілок у Волховському районі Ленінградської області Російської Федерації.
Населення становить 29 осіб. Належить до муніципального утворення Паське сільське поселення.

## Історія
Згідно із законом № 56-оз від 6 вересня 2004 року належить до муніципального утворення Паське сільське поселення.

## Населення
| 1838 | 1862 | 1997 | 2007 | 2010 | 2012 | 2017 |
| ---- | ---- | ---- | ---- | ---- | ---- | ---- |
| 138  | ↗167 | ↘19  | ↘16  | ↗43  | ↘24  | ↗29  |